# Antonio Menéndez González
Antonio Menéndez González (Cangas del Narcea, 18 de agosto de 1946). Fue un ciclista español, profesional entre 1970 y 1979, cuyos mayores éxitos deportivos los logró en la Vuelta a España y en el Giro de Italia al obtener sendas victorias de etapa .

## Palmarés
| 1973 - 1 etapa en la Volta a Cataluña - 1 etapa en la Vuelta a Cantabria 1974 - 3º puesto en el Campeonato de España de ciclismo en ruta - G.P. Llodio - GP Vizcaya - 1 etapa en la Vuelta a Asturias 1975 - 1 etapa en la Vuelta a España - 1 etapa en el Tour de Córcega 1976 - 1 etapa en el Giro de Italia 1978 - 3º puesto en el Campeonato de España de ciclismo en ruta - 1 etapa en la Vuelta a los Valles Mineros |

## Resultados en Grandes Vueltas
| Carrera         | 1971 | 1972 | 1973 | 1974 | 1975 | 1976 | 1977 | 1978 | 1979 |
| --------------- | ---- | ---- | ---- | ---- | ---- | ---- | ---- | ---- | ---- |
| Giro de Italia  | -    | -    | -    | -    | -    | Ab.  | -    | 87.º | -    |
| Tour de Francia | -    | -    | 40.º | 54.º | Ab.  | 27.º | 45.º | 18º  | -    |
| Vuelta a España | 14º  | 25º  | -    | 14º  | 25º  | -    | -    | -    | 40.º |